# Milk Marketing Board
Le Milk Marketing Board, ou Office du lait (1933-2002), était une agence gouvernementale britannique — en fait limitée à l'Angleterre et au Pays de Galles — chargée de contrôler la production laitière et sa commercialisation, à la manière d'autres marketing boards. Acheteur en dernier ressort du lait britannique, elle garantissait un prix minimum aux producteurs, et participait au développement de certains produits, tels le Lymeswold cheese (en) lancé en 1982 par Dairy Crest (en), une filiale de l'Office créée l'année précédente.

## La création de l'Office, héritage de la crise
À l'instar de la Commission canadienne du blé, l'Office du lait a été créé en 1933 pour répondre à la crise de 1929. Deux lois, les Agricultural Marketing Acts de 1931 et 1933 avaient permis aux agriculteurs d'organiser collectivement la commercialisation de leurs produits. Or, le lait était l'un des produits-phares de l'agriculture britannique: en 1956, un universitaire affirmait que « plus de 60 % des 250 000 agriculteurs d'Angleterre et du Pays de Galles sont producteurs de lait », lequel constituait « le seul produit agricole pour lequel notre pays se suffit à lui-même. »

## Le fonctionnement de l'Office du lait
15 des 18 membres du Conseil de l'Office étaient élus par les producteurs, les trois autres étant nommés par le gouvernement . Au milieu des années 1950, l'Office employait 4 000 personnes et disposait d'un capital de 5 millions de livres . Il n'avait alors exercé son pouvoir de fixer les prix que de 1933 à 1939 . Le gouvernement libéralisa en effet les prix en novembre 1953, après une période de contrôle total dû à l'économie de guerre (1940 à 1954) . L'Office se chargeait de la vente, les prix différant selon l'utilisation ultérieure du lait (en nature en transformé). Il redistribuait ensuite les gains selon des caisses de péréquation mises en place par régions agricoles (pool prices) . Le Milk Marketing Scheme imposait la consultation des producteurs avant la fixation des prix, tandis qu'un Comité des consommateurs était chargé d'instruire, ex post, d'éventuelles plaintes émanant des consommateurs, un Comité d'enquête se chargeant de relayer les plaintes d'autres acteurs, tels que les industriels  . 